# Emmanuel Jaffelin
Emmanuel Jaffelin, né le 2 novembre 1963, est un philosophe, professeur de philosophie et écrivain français.

## Biographie
Agrégé de philosophie, Emmanuel Jaffelin est professeur de philosophie. Il a enseigné à Lyon, Fourmies, São Paulo (Brésil), Roubaix et en région parisienne, notamment au lycée Pasteur de Neuilly-sur-Seine et au lycée Lakanal de Sceaux. Il a mené une carrière de diplomate en Afrique (Angola, 1999-2003) et en Amérique latine (Brésil, 2003-2007). Il a enseigné au lycée Emmanuel Mounier à Châtenay-Malabry jusqu'en 2018.[réf. nécessaire]

## Ouvrages
- Éloge de la gentillesse, Paris, François Bourin Éditeur, 2010, 230 p. (ISBN 978-2-84941-200-8)
- Petit éloge de la gentillesse, Paris, François Bourin Éditeur, 2011, 130 p. (ISBN 978-2-84941-269-5)
- On ira tous au paradis : Croire en Dieu rend-il crétin ?, Paris, Flammarion, coll. « Antidote », 2013, 128 p. (ISBN 978-2-08-127074-9)
- Apologie de la punition, Paris, Plon, 2014, 300 p. (ISBN 978-2-259-22249-5)
- Éloge de la gentillesse en entreprise, First édition, 2015, 205 p.  (ISBN 275-4076255)
- Petit Cahier d’exercices de gentillesse, Éditions Jouvence, 2016, 63 p.  (ISBN 978-2-88911-705-5)
- Apothéose du Rond-Point, Amazon, 2019, 81 p.
- Célébrations du Bonheur, 2021, Editions Michel Lafon, 161 p.  (ISBN 978-2-7499-4757-0)